# Okręty podwodne typu Tridente
Okręty podwodne typu Tridente – typ elektrycznych okrętów podwodnych opracowanych dla na zamówienie Portugalii przez niemiecką stocznię HDW. Zbudowano dwie jednostki tego typu, w oparciu o zmodyfikowany projekt okrętów podwodnych typu 209, przy niemieckim oznaczeniu 209PN. W odróżnieniu od pierwowzoru, jednostki typu Tridente nie są okrętami hybrydowymi, ich system napędowy jest bowiem w całości elektryczny. Okręty Tridente wyposażone są w silnik elektryczny jako podstawowa jednostkę napędową, zasilany z akumulatorów, które są ładowne energią elektryczną wytwarzaną w ogniwach paliwowych. W celu uzupełniania zawartości ogniw, okręt przenosi dużą ilość ciekłego tlenu i wodoru. Jako uzupełniające źródło energii, jednostki tego typu wyposażone są w dwa generatory elektryczne Diesla, zdolne do ładowania akumulatorów podczas marszu na powierzchni bądź w zanurzeniu przy użyciu chrap.
| Numer kadłuba |            | początek produkcji | Wejście do służby | Status     |
| ------------- | ---------- | ------------------ | ----------------- | ---------- |
| S160          | „Tridente” | 2005               | maj 2010          | Operacyjny |
| S161          | „Arpão”    | 2005               | grudzień 2010     | Operacyjny |